# Liam van Gelderen
Liam van Gelderen (Zaandam, Países Bajos, 23 de marzo de 2001) es un futbolista neerlandés que juega como defensa en el RKC Waalwijk de la Eerste Divisie.

## Selección nacional
Nacido en Países Bajos, es de ascendencia surinamesa. Es internacional juvenil con Países Bajos.

## Estadísticas

### Clubes
Actualizado al último partido disputado el 17 de diciembre de 2024.
| Club                             | Div.          | Temporada     | Liga  | Liga  | Copas nacionales | Copas nacionales | Copas internacionales | Copas internacionales | Total | Total |
| Club                             | Div.          | Temporada     | Part. | Goles | Part.            | Goles            | Part.                 | Goles                 | Part. | Goles |
| -------------------------------- | ------------- | ------------- | ----- | ----- | ---------------- | ---------------- | --------------------- | --------------------- | ----- | ----- |
| Jong Ajax · Países Bajos         | 2.ª           | 2018-19       | 1     | 0     | —                | —                | —                     | —                     | 1     | 0     |
| Jong Ajax · Países Bajos         | 2.ª           | 2019-20       | 17    | 0     | —                | —                | —                     | —                     | 17    | 0     |
| Jong Ajax · Países Bajos         | 2.ª           | 2020-21       | 11    | 1     | —                | —                | —                     | —                     | 11    | 1     |
| Jong Ajax · Países Bajos         | 2.ª           | 2021-22       | 29    | 1     | —                | —                | —                     | —                     | 29    | 1     |
| Jong Ajax · Países Bajos         | Total club    | Total club    | 58    | 2     | 0                | 0                | 0                     | 0                     | 58    | 2     |
| Ajax de Ámsterdam · Países Bajos | 1.ª           | 2021-22       | 2     | 0     | 0                | 0                | 0                     | 0                     | 2     | 0     |
| Ajax de Ámsterdam · Países Bajos | Total club    | Total club    | 2     | 0     | 0                | 0                | 0                     | 0                     | 2     | 0     |
| F. C. Groningen · Países Bajos   | 1.ª           | 2022-23       | 17    | 1     | 1                | 0                | —                     | —                     | 18    | 1     |
| F. C. Groningen · Países Bajos   | 2.ª           | 2023-24       | 6     | 1     | 1                | 0                | —                     | —                     | 7     | 1     |
| F. C. Groningen · Países Bajos   | Total club    | Total club    | 23    | 2     | 2                | 0                | 0                     | 0                     | 25    | 2     |
| RKC Waalwijk · Países Bajos      | 1.ª           | 2024-25       | 14    | 0     | 2                | 0                | —                     | —                     | 16    | 0     |
| RKC Waalwijk · Países Bajos      | Total club    | Total club    | 14    | 0     | 2                | 0                | 0                     | 0                     | 15    | 0     |
| Total carrera                    | Total carrera | Total carrera | 97    | 4     | 4                | 0                | 0                     | 0                     | 101   | 4     |

## Palmarés
Holanda sub-17
- Campeonato de Europa Sub-17 de la UEFA: 2018[3]